# شبیه‌سازی و مدل‌سازی

نمونه ای از یک شبیه سازی

تحقیق شبیه‌سازی و مدلسازی حاصل توجه انسان به تکرارپذیری واقعیت‌های جهان هستی است. بسیاری از صورت‌های هنری در اساس شبیه‌سازی شده‌اند. افلاطون در ایده‌های اولیهٔ غربی، فریبندگی نسخه برداری از واقعیت را مطرح ساخت، در حالی که ارسطو تجربهٔ دیدن تصاویر شبیه‌سازی شده از زندگی واقعی را با ارزش دانسته‌است. دیدگاه هر دو فیلسوف، از یک سو، با عدم دقت در تکرار پذیری و از طرف دیگر، امکان مطالعهٔ از راه دور موقعیت‌های خطرناک یا مضر، به‌طور مستقیم به تحقیق شبیه‌سازی مربوط اند. در هنر تکرار پذیری نوعی دانش است، ولی تحقیق شبیه‌سازی داده‌ها و احکامی را تولید می‌کند که در متن زندگی روزمره کاربرد دارد.

## کاربردهای تحقیق شبیه‌سازی
متداول‌ترین کاربرد تحقیق شبیه‌سازی، تحقیق در شرایط خطرناک، بدون به خطر انداختن انسان است. شبیه‌سازی رفتار ساختمان در مقابل حوادث طبیعی از قبیل زلزله یا طوفان نیز از کاربردهای معمول این روش است. علاوه بر خطر، مسائل اخلاقی نیز مطرح است. در این مورد، فیلم نمایش ترومن را می‌توان مثال زد، که در آن زندگی شخصیت اصلی فیلم بر روی یک صحنه بزرگ که همانند یک شهر کامل است، با حضور مردم، ساحلی واقعی، حتی دریایی طوفانی، توسط تولیدکنندگانی که برای ترومن ناشناخته‌اند، از بیرون هدایت می‌شود. این مثال موردی است که به دلیل مسائل اخلاقی، قابل شبیه‌سازی واقعی نیست:کسی نمی‌تواند مردم را با نقش‌های شبیه‌سازی شده تحمیق کند. تحقیق شبیه‌سازی واقعی در جهت خلاف این مثال عمل می‌کند، و به دلیل اینکه بدون قرار دادن مردم در موقعیتی خطیر به مسائلی چون تعامل و رفتار انسان می‌پردازد، می‌تواند از ایجاد مشکلات اخلاقی احتراز کند. مطالعهٔ قابل ذکر در این مورد، شبیه‌سازی چگونگی استفاده از میله‌های دستگیرهٔ توالت با استفاده از افراد با لباس است. برای احتراز از موانع اخلاقی تحقیق، از رایانه نیز به شکل فزاینده‌ای استفاده می‌شود. برای مثال، فلیز اوزل در مقاله‌ای یک برنامه رایانه‌ای را معرفی کرده که می‌تواند رفتار انسان را در زمان آتش‌سوزی، بدون به خطر انداختن افراد پیش‌بینی کند. * در این راهبرد تحقیق، واقعی نبودن شرایط گردآوری داده‌ها محدودیتی نهفته‌است. *